# Tornello

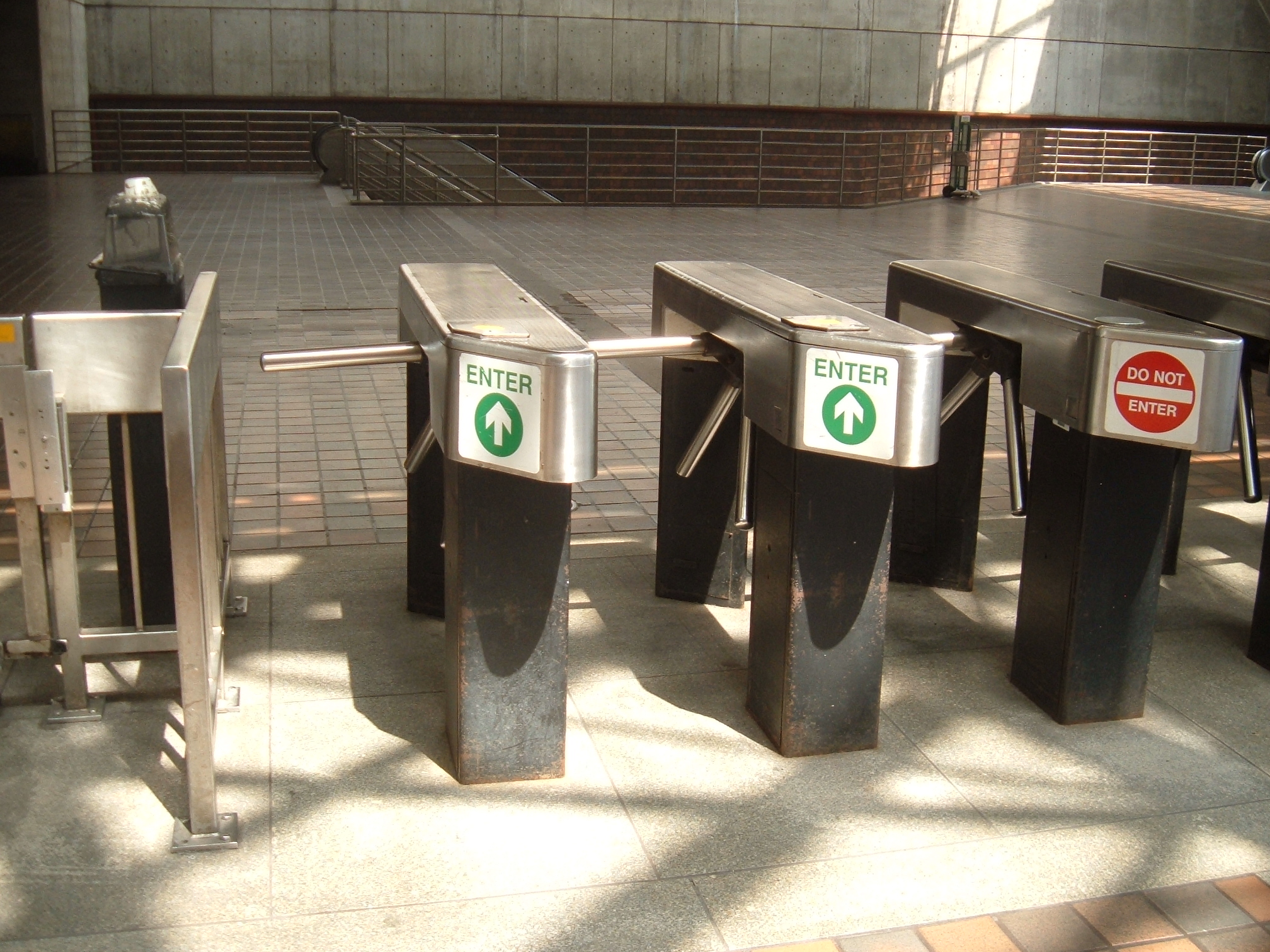
Tornelli meccanici per l'accesso alla metropolitana di Cambridge (Massachusetts, USA).

Il tornello è un sistema di controllo che permette il passaggio di una persona per volta, o per permettere il passaggio in una sola direzione.
Costituisce un sistema semplice ed efficace di incanalamento e di controllo dei flussi di traffico pedonale.
Può essere realizzato in modo tale da permettere il passaggio solo a chi inserisce una moneta, un gettone, un biglietto o altro, e all'occorrenza può essere dotato di contagiri per misurare i transiti, fungendo così anche da contapersone. In questo modo il tornello è usato per verificare il pagamento della tariffa prevista per usufruire di un servizio, ad esempio nel trasporto pubblico, o per limitare l'accesso ai soli aventi diritto, come ad esempio l'ingresso in un posto di lavoro.

## Storia ed applicazioni

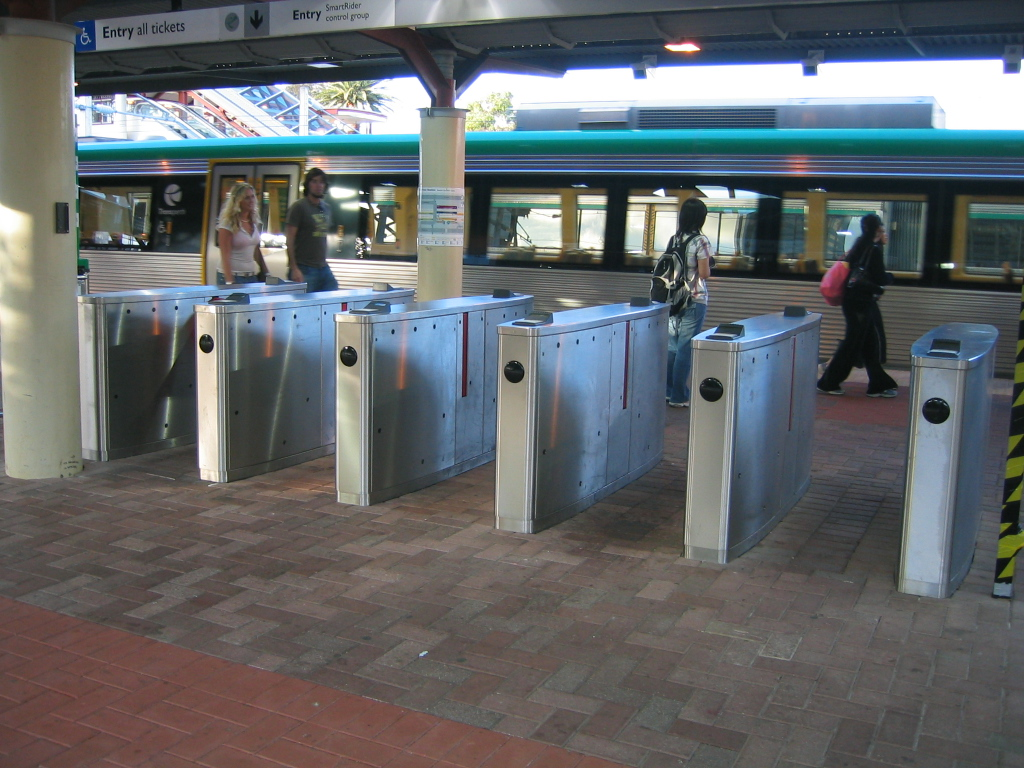
Una batteria di tornelli elettronici alla stazione di Perth

Già intorno nel 1888-1890 i tornelli erano usati nel Regno Unito per regolare i flussi dei visitatori nelle Fiere del commercio e dell'industria.
L'invenzione del tornello come strumento permanente di controllo degli accessi in un locale pubblico viene attribuita a Clarence Saunders, che lo avrebbe usato nel suo primo negozio Piggly Wiggly (il primo supermercato self-service aperto in USA) nel 1916.
I tornelli vennero inizialmente usati, insieme ad altri tipi di varchi controllati, per consentire ai mandriani di uscire dai recinti senza lasciare uscire il bestiame. Nella piazza londinese di Lincoln's Inn Fields  vi sono due passaggi che sono stati denominati da secoli Great Turnstile e Little Turnstile (Grande e Piccolo tornello), e risalenti a quando la piazza era ancora adibita a pascolo.
La prima massiccia installazione di tornelli fu per l'impianto sportivo di Hampden Park in Glasgow, Scozia.
Già nella prima metà del XX secolo, in Gran Bretagna era fatto comune che l'ingresso ai bagni pubblici fosse regolato da tornelli.
I tornelli meccanici usano un cricchetto (un ingranaggio dotato di un dente d'arresto per impedire il ritorno) per consentire la rotazione in una sola direzione, permettendo il passaggio delle persone in un solo senso. L'elettronica ha oggi sostituito in molti casi la meccanica.
Oggi è in uso anche una versione più grande del tradizionale tornello, detto High Entrance/Exit Turnstile (HEET), costituito da quattro pannelli di griglie in tubolare metallico disposti a croce, che funzionano come una porta girevole. È soprannominato anche iron maiden, poiché ricorda una Vergine di Norimberga (lo strumento di tortura medievale), o come high-wheel.
A Chicago e in altre città americane è anche noto come Rotogate, ed è molto usato nelle stazioni della metropolitana non presidiate da personale. In Europa, il termine Rotogate si riferisce ad un altro tipo di sistema, diverso dal tornello alto o basso, e costituito da una o due sbarre che si muovono a spinta, ritornando poi in posizione. È usato tipicamente per consentire l'accesso per i disabili.

## Tornelli in Russia

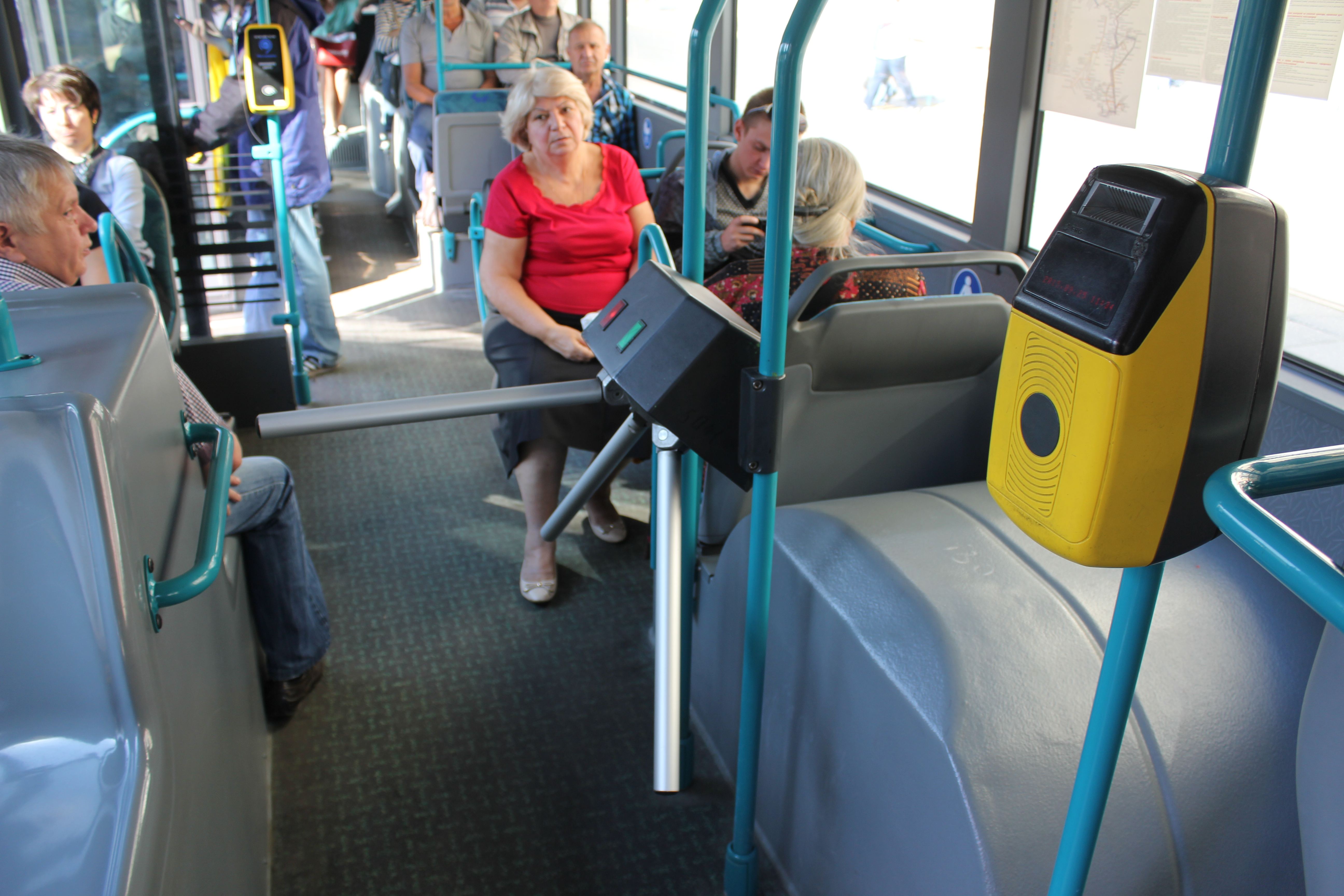
Un tornello all'interno di un autobus a Mosca

Nei trasporti pubblici russi i tornelli furono utilizzati, a partire dal 7 novembre 1958, esclusivamente per controllare gli accessi al sistema metropolitano sotterraneo di Mosca.
Il trasporto ferroviario suburbano e gli autobus cittadini invece facevano affidamento sull'onestà dei viaggiatori, evitando qualsiasi tipo di barriera d'accesso controllata.
Con la caduta del regime sovietico, i trasporti entrarono in un sistema di business competitivo e la raccolta delle tariffe divenne un punto importante per la gestione economica dell'azienda. Vennero installati tornelli anche nelle stazioni principali e nei terminal ferroviari.
A partire dai primi anni 2000, piuttosto che controllare il transito nelle numerose stazioni degli autobus a Mosca le autorità del trasporto pubblico hanno deciso di installare tornelli all'interno degli autobus stessi, di fronte alla porta d'accesso. Questo ha comportato un aumento della raccolta tariffaria, ma ha causato proteste per via del fatto che ha ridotto la velocità di salita sul veicolo.

## Il tornello come strumento di prevenzione della violenza

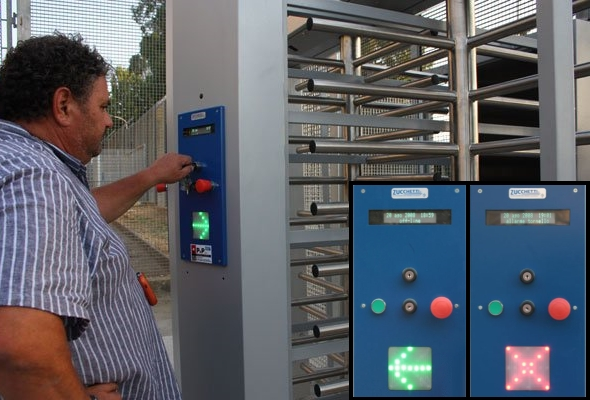
Tornelli azionati da un operatore, Stadio San Vito, Cosenza. Nel riquadro, i comandi di apertura e chiusura.

In Italia l'introduzione della legge Pisanu contro la violenza negli stadi, rende obbligatorio l'uso di tornelli come sistema di controllo degli accessi ai luoghi di manifestazioni sportive.
Negli impianti sportivi il tornello è di norma controllato da dei lettori magnetici o ottici per il riconoscimento dell'idoneità del biglietto o è azionato da un operatore che esegue il controllo a mano.
L'importanza di questo attrezzo è andato al di là della sua utilità tecnica, divenendo nel 2007 un simbolo della inadeguatezza di gran parte delle strutture sportive che ospitano squadre di calcio di serie A e serie B. La mancanza di tali strutture, sarebbe infatti in parte responsabile di episodi di violenza accaduti nel mondo del pallone, rappresentando quantomeno uno strumento di contrasto verso questi atti teppistici.

## Salto del tornello
Il "salto del tornello" è una pratica, nella preponderante maggioranza dei casi illecita, con la quale si scavalca il tornello di ingresso per non pagare la relativa tariffa. È usata soprattutto nei trasporti metropolitani.
Questo sistema è oggi contrastato, oltre che dalle telecamere di sorveglianza, tramite l'adozione di barriere più alte, che coprono l'intero passaggio. Inoltre in diversi sistemi metropolitani (come quello parigino o londinese) viene richiesto il biglietto non solo all'ingresso, ma anche all'uscita, per cui scavalcare il tornello all'ingresso rende difficile uscire dalla stazione di arrivo dovendo effettuare un nuovo salto di tornello.